# 大连抗日放火团
大连抗日放火团又称抗日谋略团、国际情报组，是中国抗日战争期间主要活跃在大日本帝国关东州（今中华人民共和国辽宁省大连市）的一个秘密抗日组织，该组织由共产国际领导，苏联红军总参谋部负责培训并安排任务，该组织主要成员为中国人，以共产党员为骨干，主要工作是搜集情报、破坏日本军事设施和战略物资、袭扰打击日军等，其中以纵火为主要行动方式。

## 背景
1931年九一八事变之后，日本占领中国东北并扶植成立满洲国，苏日关系愈发紧张，苏联由此开始加强在日本后方与满洲国的情报活动。1933年，在共产国际决定下，苏联红军总参谋部在莫斯科开设国际情报组织培训班，培训相关人员从事燃烧、爆破等特工技术。1933年底，在苏联受训的中共党员姬守先、黄振林、赵国文等人回到中国并与国际情报组中国指挥部上海总部取得联系，由姬守先担任国际情报组中国指挥部负责人德国人A·鲍维尔的联络员。在国际情报组中国指挥部的统一指挥下，受训人员在中华民国与满洲国多座城市建立起情报组织。1934年关东州（大连）当地组建了国际情报组，该组织又被称为“大连抗日放火团”，首任负责人为赵国文，姬守先派人对其骨干成员进行了放火、爆破等特工技能的训练。

## 历史
1935年起，抗日放火团开始在关东州对日本战略设施和物资实施放火破坏活动。1935年6月25日晚，放火团成员邹立升指挥纵火甘井子地区的满洲油漆株式会社仓库，这是大连抗日放火团发动的第一次放火行动。1937年1月，邹立升等人使用定时性火药烧毁大连油漆厂的两栋厂房和一座原料库。到中国抗日战争全面爆发前，抗日放火团先后在码头仓库、满洲油漆株式会社、陆军仓库、万丰银行仓库、日清油坊仓库等处对日本军需物资实施放火破坏。大连抗日放火团在此后也不断发展壮大，成员包括船员、马车夫、小商人等。
由于放火团组织严密、训练有素，关东州当局始终未发现可疑之处，一直认为一系列火灾是自然火灾，直到1937年8月，日满政府在哈尔滨逮捕了北满国际情报组负责人姚荫芳，从他的供词中，关东州警察署方知大连地区也有国际情报组织在活动。1938年4月10日，甘井子满洲石油株式会社的石油仓库被放火团成员引燃，大火持续十余小时，仓内存放的6万桶石油和石蜡被付之一炬，而在火灾勘察中，关东州当局发现了使用化学药品引爆的线索，从而认识到过去的一系列火灾并非自然起火，而是与国际情报组织的活动有关。此后，关东州厅开始加强防谍机构。同年6月，放火团策划纵火大连港码头，放火团成员将定时火药装置放于码头124、126、128、130号军用仓库，4座仓库当晚相继起火，火势猛烈，持续燃烧了3天3夜。在大连港纵火案发生后，关东军司令官梅津美治郎亲赴关东州督促破案，日方拘捕了当天曾在码头工作劳工，共逮捕500余人，放火团上海总部为了保护放火团成员，及时调整战略，调邹立升到天津、秋世显到青岛领导放火工作。1940年初，放火团组织在关东州烧毁了三泰油坊、日清油坊、瓜谷油坊等多处油料堆场和甘井子弹药库。据日本关东州宪兵队的不完全统计，抗日放火团大连地区组织的纵火破坏行为：1935年16起, 1936年4起，1937年7起，1938年4起，1939年9起，1940年17起, 合计57起。这些焚烧造成日本直接经济损失约2000万日元以上。放火团的袭击不仅限于关东州，该组织还在安东爆破铁路1次，在天津放火10次，爆破铁路6次，在北平爆破铁路1次，在青岛放火3次。

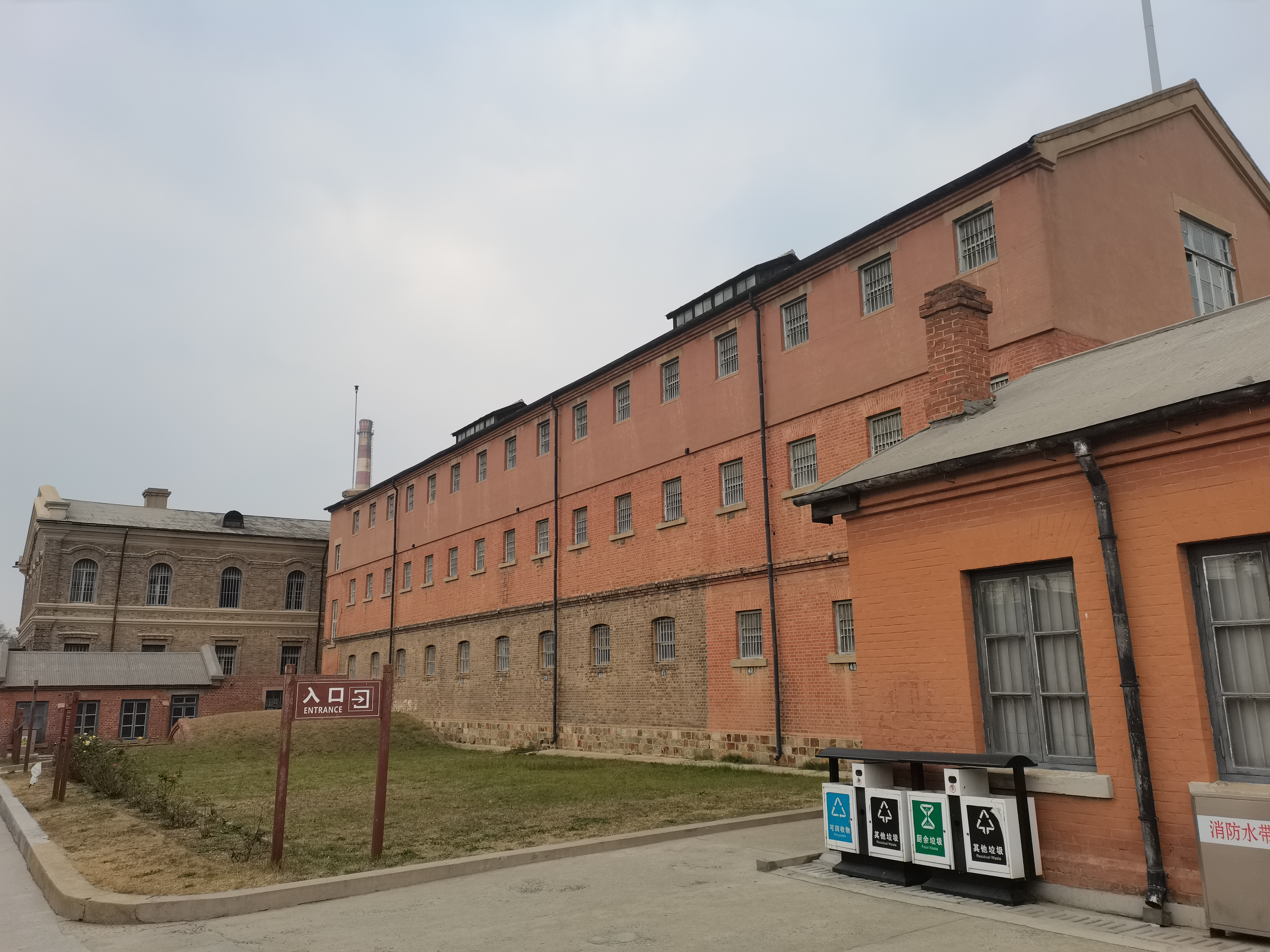
旅顺监狱牢房建筑，1940年被捕后的大连抗日放火团成员被关押于此

1940年6月22日，放火团成员于守安在大连码头仓库纵火，这成为抗日放火团的最后一次行动。同年6月28日，日军在放火团叛徒赵国文的出卖下破获该组织，日军随后逮捕放火团成员及相关人员100余人。放火团领导人秋世显、邹立升等先后被捕入狱。1940年8月15日，姬守先在上海法租界被捕，并被押回关东州受审。被捕成员大多被关押在旅顺监狱并遭受了严刑拷打。
1941年10月30日，日本关东地方法院对姬守先等三十余名抗日放火团成员进行了审判。在经过数次审讯后，1942年3月15日，关东地方法院判决姬守先等人死刑，另有18名放火团成员在监狱中被折磨致死，其余成员被判处7到10年徒刑不等，在日本投降后获得释放。1942年12月9日至10日，关东州当局分别对姬守先等主要成员实施绞刑。

## 纪念
中华人民共和国成立后，姬守先被吉林省人民政府追认为烈士。丹东市有关部门在曾被放火团放过火的丹东市老港区东部322仓库原址竖起一块纪念铁牌，后因城市建设需要被拆除。